# 旅の冒険
『旅の冒険』（たびのぼうけん、ドイツ語: Reiseabenteuer）作品227は、ヨハン・シュトラウス2世が、おそらく1859年の夏にパヴロフスクで作曲したウィンナ・ワルツ。

## 解説
シュトラウス2世の中期の作風の到来を告げる力作ワルツである。1859年の夏に巡業先であるロシア帝国のパヴロフスクにおいて作曲されたものと当時の記録資料から判断されているが、ロシアでの演奏記録ははっきりしない。このワルツを構成する種々のモチーフのスケッチ・フラグメントが現存しており、それをもとに仕上げられたものと考えられている。
ウィーン初演は、1859年11月20日にフォルクスガルテンにおいて、シュトラウス2世自身の指揮のもとでシュトラウス楽団によって行われた。シュトラウス2世はこのウィーン初演の模様について、ロシアで恋愛関係になった貴族の娘オルガ・スミルニツカヤに宛てた手紙の中で次のように報告している。
| 「 | 昨日初めてフォルクスガルテンで演奏をしましたが、2000人もの公衆が集まってくれました。数分間、拍手喝采が続き、ウィーンっ子としてとても嬉しく思いました。最も評判をとったのは、ワルツ『旅の冒険』であり、3回も反復演奏しなければなりませんでした。 | 」 |

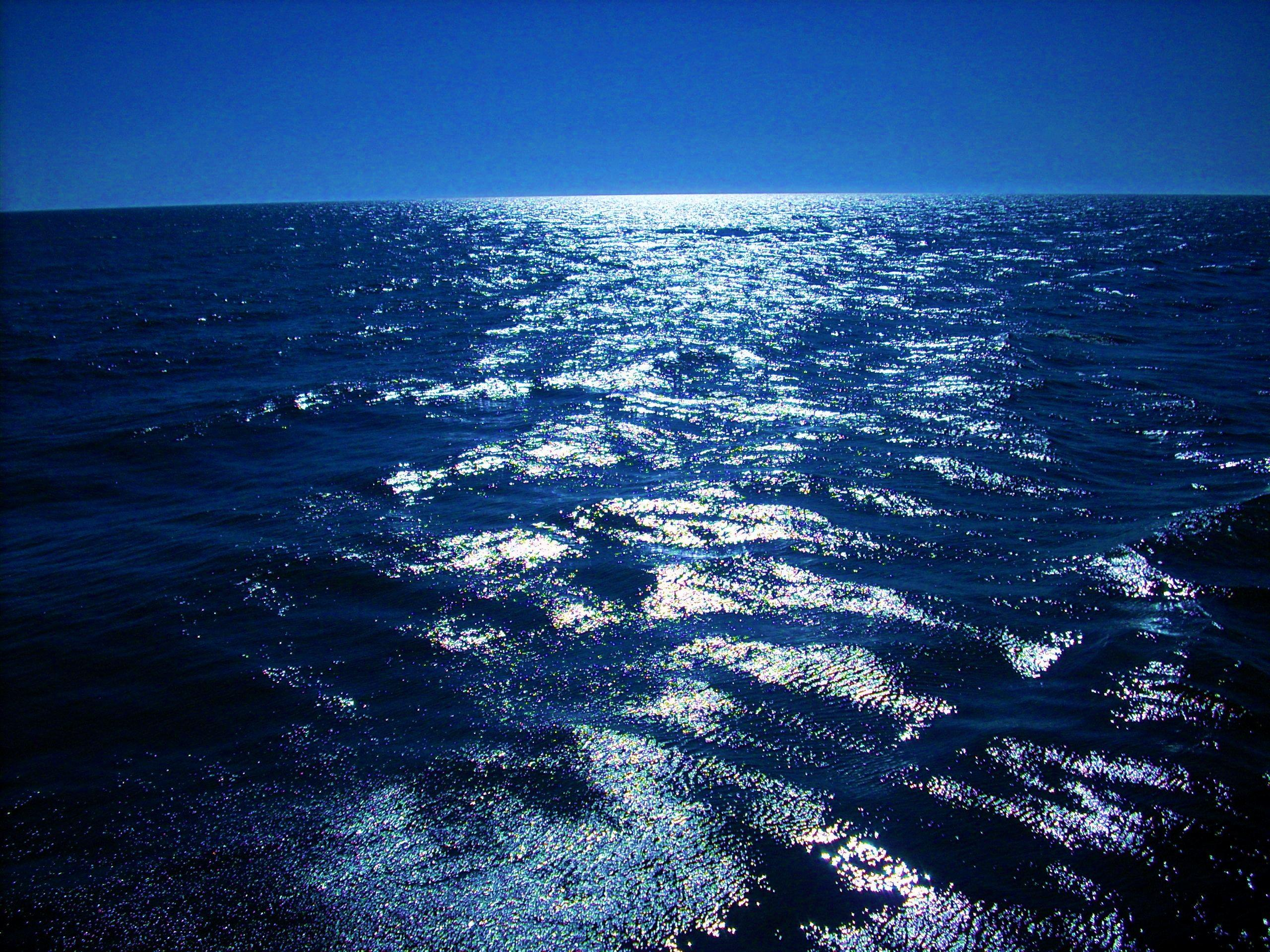
バルト海の光景

2年前の1857年5月3日、シュトラウス2世はベルリンを経由してサンクトペテルブルクへ向かった。オーストリアからプロイセンまでは馬車で行き、プロイセンからロシアまではバルト海とフィンランド湾を船で航海するという旅路であった。そしてシュテティーンからクロンシュタットに船で赴いた際に、シュトラウス2世は時として悪天候に遭遇した。このワルツはその時の船旅の思い出に基づいて作曲されたものであり、コーダ部分では嵐の様子が生き生きと描写されている。ピアノ譜は、1860年1月2日にウィーンのカール・ハスリンガーの出版社から刊行された。このピアノ譜の表紙絵には、転倒した馬車から乗客が放り出されている様子と、荒海のなかで両輪船が翻弄されている様子が描かれている。
つまりこのワルツは、ロマン主義時代に典型的な標題音楽的な性格のオーケストラ作品であり、意味合いとしてはベートーヴェンの『田園交響曲』第4楽章の「雷雨・嵐」の情景と似たような雰囲気を有するものであり、シュトラウス自身がそれを意識していたかは不明であるが、自然の脅威の描写という点では相共通した性格を持っている。なお、シュトラウス2世には今日全く風化してしまった『かんしゃく玉』（作品140）という1853年作曲のワルツがあるが、この作品においてすでにコーダ部分での嵐の情景の音楽的描写がリアルに試みられている前例がある。
ちなみに、これまでにウィーンフィル・ニューイヤーコンサートへの登場例は一度もない。1850年代の最後の締めを飾るまとまった内容のワルツであり、演奏効果も高いがゆえにプログラムへの登場が期待される作品の一つとなっている。